# Movimento Gülen
Movimento Gülen, também chamado Movimento Hizmet, com atribuição ao sobrenome de seu inspirador, Hizmet (“serviço” em turco), é uma iniciativa civil mundial, enraizada na tradição espiritual e humanística do Islã e inspirado pelas ideias e ativismo de Fethullah Gülen. Esse é um movimento não ideológico, mas inspirado na fé, apolítico, social, cultural e educacional, cujos princípios básicos decorrem dos valores humanos universais, como o amor pela criação, respeito às diferenças, empatia pelo ser humano, compaixão e altruísmo.
O movimento não é uma organização governamental, nem patrocinado por algum governo. Ele foca na melhoria do indivíduo para uma mudança positiva da sociedade. O movimento se diferencia por ser a favor da democracia, de liberdades, abertura à globalização, à integração da tradição com a modernidade e seu olhar humanístico. Gülen descreve-o como “um movimento de pessoas reunidas em torno de valores humanos nobres” e discorda da atribuição de seu nome ao movimento.
A base do movimento consiste na diversidade dos projetos de “serviços” que são iniciados, fundados e conduzidos por pessoas motivadas, em diferentes graus, pelo discurso humanitário de Gülen. Variando de escolas privadas a instituições de ajuda a pessoas carentes e centros culturais, todos os projetos e todas as instituições, em mais de 170 países, são operacionalmente independentes, compartilham apenas a mesma filosofia de servir. Desta forma, o movimento não possui uma estrutura hierárquica.
O Movimento Gülen pavimentou um modo de trabalho em conjunto para superar os problemas da humanidade, independentemente de diferenças religiosas, étnicas ou culturais. O movimento abriu precedentes, não apenas com suas atividades, mas também pelo modo de gerar apoio financeiro, graças à revivificação dos valores islâmicos de caridade e hospitalidade. Pesquisas mostram que a média da contribuição financeira dos participantes do movimento para os projetos do Hizmet é de 5% a 10% da renda anual de cada um.
Embora o surgimento do movimento esteja ligado a uma motivação turco-muçulmana, atualmente o Hizmet é atuante em mais de 170 países, países muçulmanos e não-muçulmanos, e atrai participantes e simpatizantes de diversas religiões e culturas. A explicação para isso, segundo a socióloga americana Helen Rose Ebaugh, é que a infraestrutura do movimento, em termos de liderança organizacional, voluntariado, doações financeiras e a inspiração do movimento é transportada pela diáspora turca, ou seja, pelos imigrantes turcos que se estabelecem nos vários países do mundo como estudantes, profissionais e empresários. Como resultado disso, o Hizmet é agora um movimento transnacional tanto em seu alcance quanto no impacto. (Helen Rose Ebaugh, The Gülen Movement: A Sociological Analysis of a Civic Movement Rooted in Moderate Islam, New York and Heidelberg: Springer, 2010 — no processo de tradução para o português).

## Perseguição
A política externa regional muito agressiva de Erdogan durante a “Primavera Árabe” foi um dos fatores de grande preocupação para o Movimento Hizmet.
Em 2012, A Fundação de Jornalistas e Escritores, uma instituição proeminente do Movimento Hizmet, anunciou através de uma declaração escrita ao público, que o Hizmet não apoia nem apoiaria nenhum partido político, mantendo-se assim com a mesma distância em relação a todos os partidos. Em contrapartida, Erdogan ameaçou confiscar os cursos pré-vestibulares ou “dersanes” — que ocupa um lugar muito importante no sistema educacional turco — e iniciou o processo de fechamento de todos os cursinhos, da iniciativa privada, embora isso seja contra a constituição.
Contudo, em 17 de dezembro em 2013, a maior investigação de corrupção da história da Turquia abalou o governo do Erdogan. As investigações decifraram uma cadeia de propinas e desvio de dinheiro de bilhões de dólares através de um comércio ilegal de “ouro por petróleo”, entre Turquia e Irã. Isso acontecia em um momento que a ONU impunha sanções contra o Irã. A Turquia excedeu as sanções violando as normas bancárias internacionais. Quatro ministros do Governo de Erdogan e o ator principal das investigações, um jovem empresário iraniano, Reza Zarrab, juntamente com filhos de três ministros que tiveram que renunciar. A conversa telefônica de Erdogan com seu filho Bilal Erdogan mostrou que ele está exatamente no centro de esquema de subornos e desvios.
Porém, Erdogan reagiu destituindo os promotores e policiais que conduziam as investigações. Em seguida, os presos das operações, incluindo o Reza Zarrab, foram libertados. Em março de 2016, Reza Zarrab foi preso nos EUA, sob acusação de lavagem de dinheiro e perfuração de sanções contra o Irã. Ele está sendo julgado com possível condenação a mais de 75 anos.
Após as revelações, Erdogan alegou que essas investigações, da qual ele é peça-chave, foram organizadas pelo Movimento Hizmet e lançou uma “caça às bruxas”, acusando o Hizmet de “Estado Paralelo”. Como o resultado dessa “caça às bruxas”, mais de 2.000 pessoas foram detidas, sem processo judicial ou julgamento algum, violando o direito internacional, direitos humanos universais e liberdades individuais. Mais de 600 pessoas foram presas, todas sem nenhum processo judicial e/ou julgamento. Um dos três maiores bancos do país, o Bank Asya; uma das maiores editoras, Kaynak Holding; o maior jornal, Zaman; e o terceiro maior grupo de mídia, Ipek, dono de dois jornais e de dois canais de TV, foram confiscados e suas contas bancárias apreendidas. A transmissão dos canais do Grupo Samanyolu TV foi bloqueada. Os dois jornais tomados pelo governo à força pela polícia, o Zaman e o Bugun, foram fechados alguns meses depois da tomada.
Dois generais e um coronel, que não quiseram ser cúmplices nos crimes internacionais de Erdogan, foram presos sob a acusação de fazer parte do “Estado Paralelo”, decorrente das investigações sobre caminhões cheios de munição enviados para grupos radicais na Síria pelo MIT (Agência de Inteligência da Turquia). Os promotores, juízes e policiais que iniciaram investigações sobre esses caminhões ainda estão presos.
O diretor executivo do Jornal Cumhuriyet, Ugur Dundar, e o chefe da redação, Erdem Gul, publicaram notícias sobre esses caminhões e foram detidos sob a acusação de serem membros do “Estado Paralelo”. Foram presos por mais de 3 meses e condenados a mais 5 anos e 10 meses de prisão.
Os membros do Tribunal Constitucional que decidiram pelo julgamento desses jornalistas em liberdade, também foram acusados de fazer parte do “Estado Paralelo”.
O diretor executivo da Samanyolu TV, Hidayet Karaca, foi preso por um trecho de roteiro de um seriado de TV exibido em 2005. Os juízes que libertaram ele, também foram presos.
Passaportes de centenas de pessoas foram cancelados ilegalmente. Os empresários mais respeitados foram presos, como os irmãos, Haci e Memduh Boydak. Milhares de empresários correm o risco de confisco de suas contas bancárias e bens. 14 mil pessoas estão sob perigo de serem desnacionalizadas por fazerem parte do Movimento Hizmet. Isso nos lembra os processos de expulsão da nacionalidade de milhares de pessoas no Golpe Militar de 1980 e faz com que entendamos o quão grande é a repressão que a Turquia está enfrentando.
Para alegar a legitimidade, o Governo de Erdogan vem usando métodos que só podemos ver em países de terceiro mundo, como denúncias de jornais e depósitos bancários falsos. Por outro lado, os relatórios sem embasamento legal são preparados para fechar as escolas instaladas por voluntários e apoiadores do Movimento Hizmet, não somente na Turquia mas também no exterior. Alguns países que têm alguma dependência com a Turquia são pressionados pelo governo de Erdogan para fechar essas escolas. O fato de as atividades da “Kimse Yok Mu” — organização filantrópica de assistência fundada pelo Movimento, conhecida no mundo inteiro por suas campanhas de ajuda humanitária — chegarem ao ponto de parar devido à repressão do governo turco é a evidência mais concreta da dimensão da perseguição contra Hizmet.
Após a tentativa de golpe que aconteceu no dia 15 de julho, Erdogan encontrou uma oportunidade única para apresentar Gulen como terrorista. Sem provas concretas, mas com uma mera acusação, ele disse que foi Gulen quem incentivou este golpe. Apesar de tantas suspeitas de um autogolpe, as pessoas acreditaram em Erdogan. No seu primeiro discurso, sorrindo para as câmeras, Erdogan considerou esta tentativa de golpe como “um presente de Deus” e declarou “uma limpeza total” no país.

## Purga contra o Movimento Gülen
Por ser decretado "estado de emergência" e suspendido "convenção europeia de direitos humanos", as pessoas são detidas e instituições fechadas sem abertura de processo legal, sem julgamento e sem direito a defesa. Por não encontrar a pessoa procurada (seja empresários, seja jornalista ou professor), os policiais prendem a esposa, o irmão e até os pais. Há também relatos de tortura e estupro cometidos a presos.
- 150 348 pessoas foram demitidas
- 96 885 pessoas foram presas
- 319 jornalistas foram detidos
- 3 003 escolas, dormitórios e universidades fechadas
- 6 021 acadêmicos que perderam emprego
- 4 463 juízes, promotores demitidos[9]